# Кріс Бейлю
Кріс Бейлю  (англ. Chris Baillieu, 12 грудня 1949) — британський веслувальник, олімпійський медаліст.

## Виступи на Олімпіадах
| Олімпіада     | Дисципліна   | Місце |
| ------------- | ------------ | ----- |
| Монреаль 1976 | двійка парна | 2     |
| Москва 1980   | двійка парна | 4     |

## Зовнішні посилання
- Досьє на sport.references.com [Архівовано 20 лютого 2009 у Wayback Machine.]

1. ↑  Christopher Baillieu
2. 1 2 3 4 5  Lundy D. R. The Peerage